# فتح علي خان الشاكي
فتح علي خان كان الخان السابع إلى خانية شاكي.

## سيرته

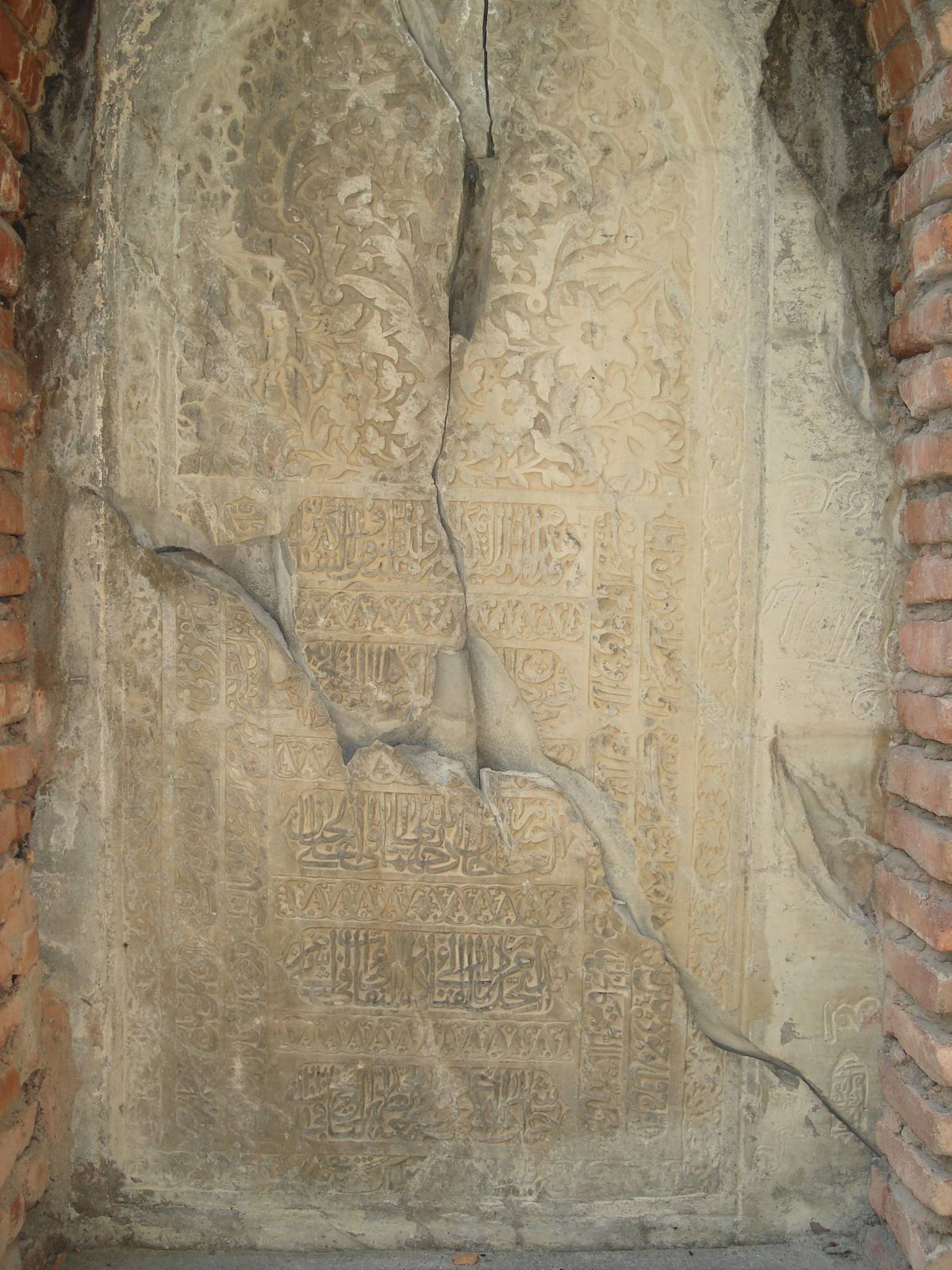
شاهد قبر فتح علي خان

والده هو محمد حسين خان مشتاق [الإنجليزية] وأمه ابنة مالك علي سلطان آرش . كان لا يزال طفلًا عندما قاتل إلى جانب والده ضد حجي خان وشهد القبض عليه. أعماه أخوه غير الشقيق محمد حسن شاكي خان [الإنجليزية] حوالي عام 1785 من أجل منع اندلاع حرب أهلية أخرى.
أعلنه النبلاء المحليون خانًا معارضًا لخطط مصطفى خان الشيرواني [الإنجليزية] في عام 1805. بعد حكم دام شهرًا أو نحو ذلك، أُجبر على التنازل عن الحكم لصالح أخيه غير الشقيق سليم خان الشاكي [الإنجليزية] .
حكم خانية شاكي مرتين، الثانية كانت لفترة وجيزة، بناء على أوامر إيفان بدويش [الإنجليزية] . وكان سبب تعيينه هو كراهيته لإخوته غير الأشقاء. اُستُبدل بعدها بفترة وجيزة بجعفر قلي خان دنبلي [الإنجليزية] ، الحاكم السابق خانية تبريز وخانية خوي في عام 1806. توفي في 12 مايو 1815 ودفن في مقبرة خان بالقرب من مسجد شاكي خان .

## عائلته
كان متزوجًا من سيدة تدعى خورشيد خانوم من قوبا، وكان له ابن واحد هو كريم آغا شاكي خانوف الذي ألف كتاب "تاريخ مختصر لحكام شاكي خان" .